# Estepa de Baraba
La estepa de Baraba, también conocida como estepa de Barabinsk (del ruso: Барабинская низменность), es una llanura boscosa y pantanosa de Siberia occidental. Tiene una superficie de 117 000 km² y se extiende entre los ríos Obi e Irtish, tanto por el óblast de Novosibirsk como por la parte oriental del óblast de Omsk. Esta región contiene grandes lagos, como el lago Chany. Limita al norte con los pantanos de Vasiugán y al sur con la estepa de Kulunda.
La línea del ferrocarril Transiberiano la atraviesa de oeste a este, entre Omsk y Novosibirsk. Las ciudades principales de esta área son Barabinsk y Kúibyshev.